# Cigunungherang
Cigunungherang is een bestuurslaag in het regentschap Cianjur van de provincie West-Java, Indonesië. Cigunungherang telt 3497 inwoners (volkstelling 2010).